# Leuchtturm Bremerhaven
Der Leuchtturm Bremerhaven (auch Alter Leuchtturm, Großer Leuchtturm, Simon-Loschen-Leuchtturm oder Loschenturm) steht als Bremerhaven Oberfeuer am Neuen Hafen. Er ist der älteste noch in Betrieb befindliche Festland-Leuchtturm an der Deutschen Bucht und zählt zu den Wahrzeichen Bremerhavens.
Das Bauwerk wurde 1984 unter Bremer Denkmalschutz gestellt.

## Geschichte

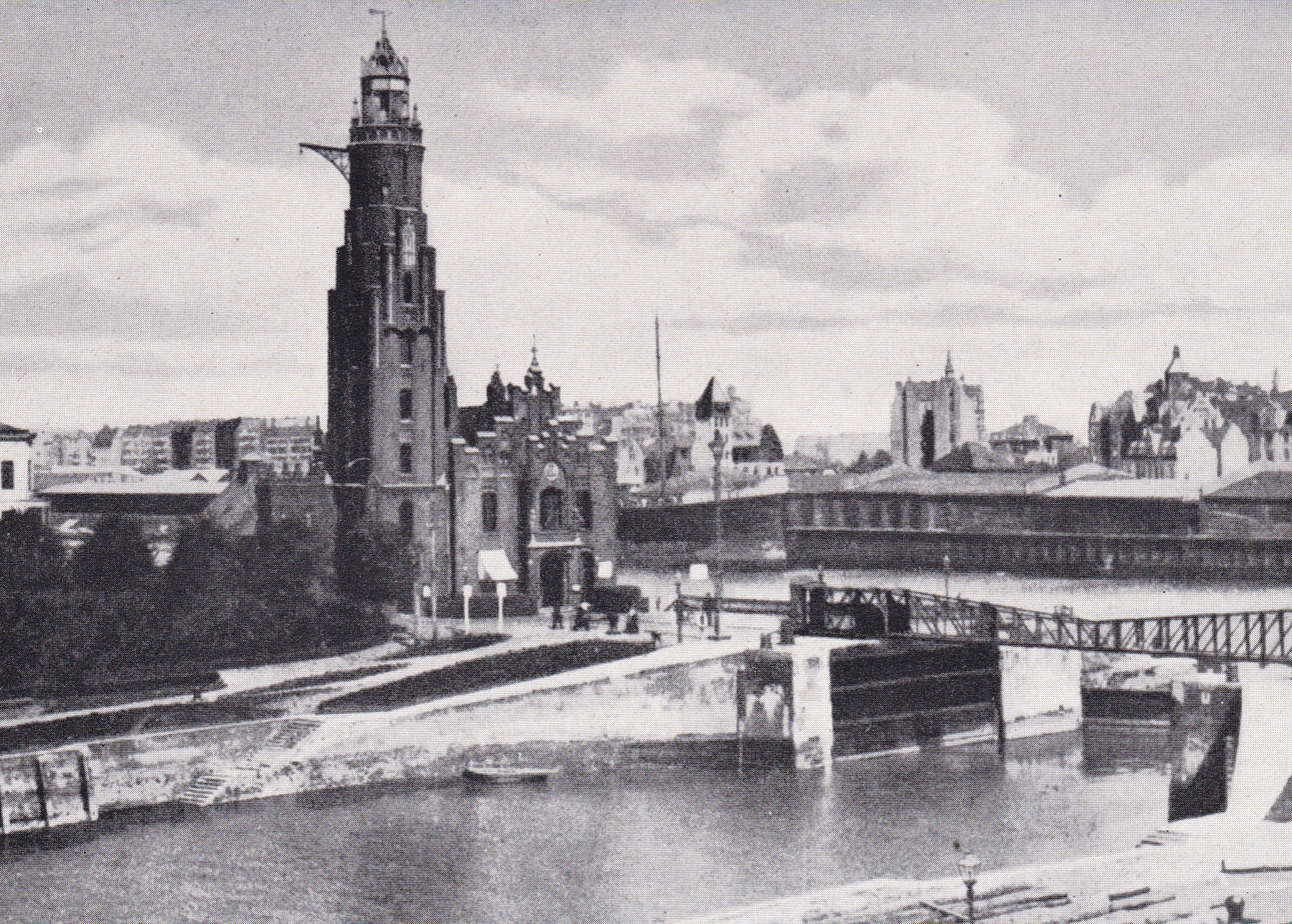
Loschenturm mit geöffneter Schleuse (1900)

Postkarte von 1916

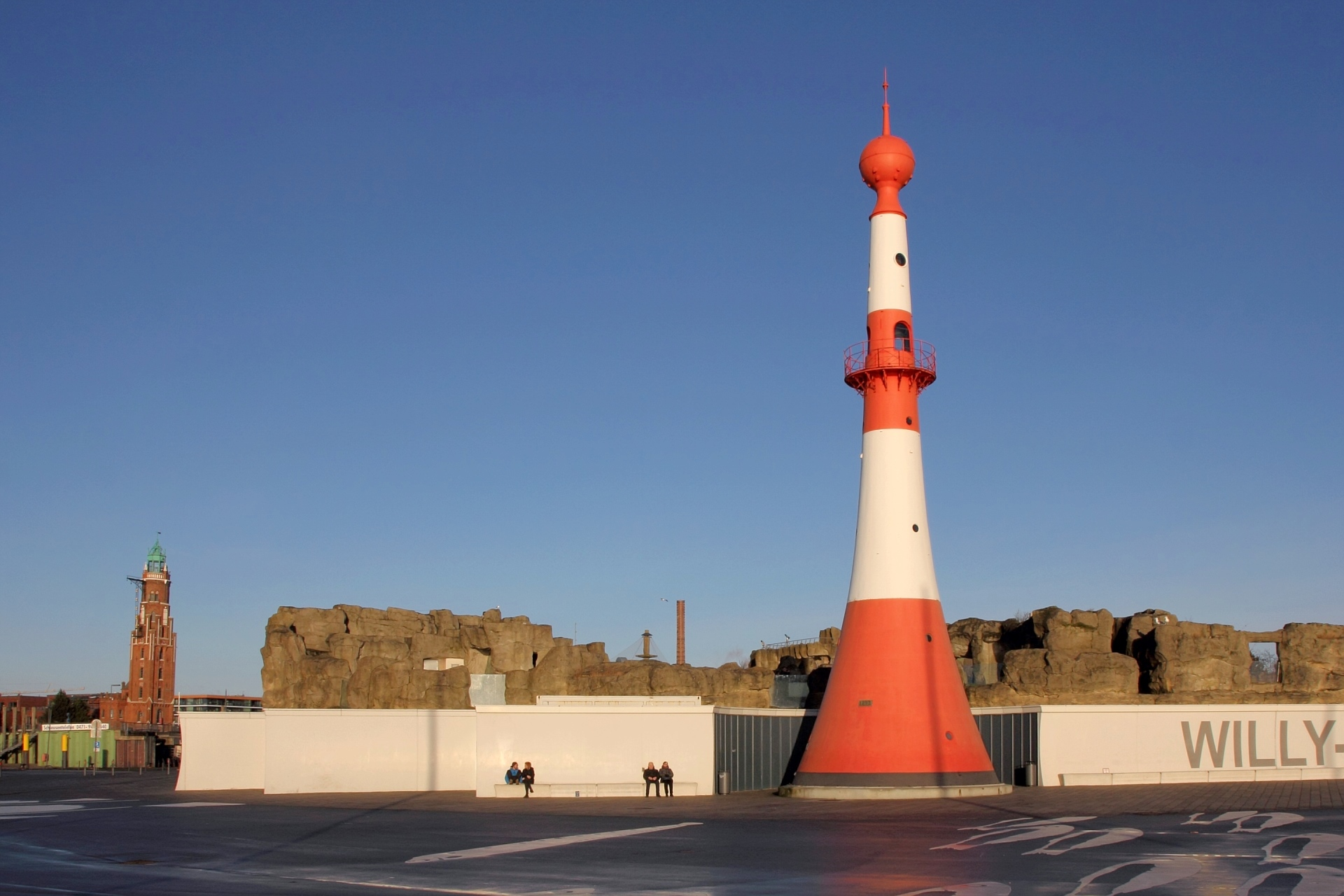
Bremerhaven Unterfeuer und Oberfeuer (links)

Nach Plänen des Bremer Architekten Simon Loschen wurde 1853–1855 der Große Leuchtturm im Stil der norddeutschen Backsteingotik an der Nordseite der 1852 fertiggestellten Schleuse zum Neuen Hafen erbaut; er ging 1856 in Betrieb. Neben dem 39,90 m hohen Turm befand sich ein ebenfalls als Klinkerbau errichteter Anbau mit Wohn- und Betriebsräumen. Der im Zweiten Weltkrieg teilweise zerstörte und ausgebrannte Anbau wurde 1947 abgerissen.
Die Lichtquellen und ihre Betriebsstoffe änderten sich im Laufe der Jahrzehnte. Anfangs wurde Rüböl als Betriebsstoff verwendet. Etwa 1878 erfolgte die Umstellung auf Steinkohlengas und etwa 20 Jahre später auf Petroleum. 1942 wurde das Leuchtfeuer elektrifiziert und 1961 automatisiert.
Ab 1893 dient der Turm als Oberfeuer für zeitweise zwei Richtfeuerlinien. Seit 1893 bildet er mit dem Bremerhaven Unterfeuer die aus dem Blexer Bogen weserabwärts führende Richtfeuerlinie Bremerhaven (früher auch obere Linie genannt). Von 1897 bildete er bis 1959 mit einem beim damaligen Columbus-Bahnhof stehenden Unterfeuer für die die Außenweser in Richtung Bremerhaven weseraufwärts fahrenden Schiffe die sogenannte untere (Richtfeuer-)linie (Richtlinie 145°). Dieses Unterfeuer musste wegen des Baus der neuen Fahrgastanlage II abgerissen werden.
2007 brachte die Deutsche Post ein 45 Cent Sonderpostwertzeichen mit einem Bild des Leuchtturms heraus.
Bis 2017 wurde der Leuchtturm einige Jahre lang auch als Außentrauort des Standesamtes Bremerhaven genutzt.
Der Turm neigt sich jährlich weiter nach Süden und Osten. Eine erste Vermessung wurde 1968 vorgenommen, seither wird er regelmäßig vermessen. Die Messung des Jahres 2022 ergab eine Neigung von 442 mm nach Osten und von 538 mm nach Süden. bremenports versichert, dass diese Neigung nicht gefährlich sei. Der Turm wurde 2021/22 aufwändig saniert. Der schiefe Turm von Pisa weicht 3,9 m von der Vertikalen ab.

## Heutige Funktion
Das Bremerhaven Oberfeuer trägt die Int. Nr. B 1268.1. Gemeinsam mit dem 208 m südlicher auf dem Willy-Brandt-Platz neben dem Zoo am Meer stehenden, rot-weiß gestreiften Bremerhaven Unterfeuer (Int. Nr. B1268) bildet es die weserabwärts führende Richtfeuerlinie Bremerhaven (Richtlinie 006°). Das von beiden Türmen synchron ausgestrahlte weiße Licht hat die Kennung Iso.W.4s (zwei Sekunden an, zwei Sekunden aus) und verfügt über eine Tragweite von 8 sm.
Eigentümer des Turms ist das Land Bremen, vertreten durch bremenports. Für die Leuchtfeuertechnik ist die Wasserstraßen- und Schifffahrtsverwaltung des Bundes zuständig.